# Centralne Warsztaty Lotnicze
Centralne Warsztaty Lotnicze (CWL) - zakłady służby lotnictwa i aerostatyki Wojska Polskiego II RP.
W listopadzie 1918 na lotnisku mokotowskim przy ulicy Puławskiej 2a por. inż. Michał Tłuchowski zorganizował warsztaty. 20 grudnia tego roku warsztaty otrzymały nazwę - Centralne Warsztaty Lotnicze i podporządkowane zostały szefowi Sekcji Żeglugi Napowietrznej Departamentu Technicznego Ministerstwa Spraw Wojskowych. W 1921 CWL podporządkowane zostały kierownikowi Centralnych Zakładów Lotniczych, jako Warsztaty Lotnicze. Z dniem 1 stycznia 1928 Warsztaty Lotnicze przekształcone zostały w Państwowe Zakłady Lotnicze.
Początkowo głównym zadaniem warsztatów były remonty silników i samolotów, ale w latach dwudziestych podjęto także produkcję samolotów Hanriot H.28 i Blériot-SPAD S.61, a także skonstruowano:
- CWL WZ-X
- D-1 Cykacz
- ST-3

## Kadra warsztatów
Kierownicy
- por. inż. Karol Słowik (XI 1918 – †23 VIII 1919)
- inż. Witold Rumbowicz (1919)
- inż. Z. Wilk (1919 – I 1920)
- ppłk Zdzisław Zych-Płodowski (I – VII 1920)
- inż. Zbigniew Arndt (VII 1920 – 1922)
- ppłk inż. Władysław Toruń (1922 – 1923)
- mjr Józef Mieczysław Zajączkowski (1924 – 1926)
- inż. Witold Rumbowicz (1926 – 1928)

Oficerowie:
- kpt. obs. Leonard Zbigniew Lepszy